# Chrysozephyrus nishikaze
Chrysozephyrus nishikaze is een vlinder uit de familie van de Lycaenidae. De wetenschappelijke naam van de soort is voor het eerst geldig gepubliceerd in 1941 door Araki & Shibatani.